# Yoko Ishida
Yoko Ishida (石田 燿子, Ishida Yōko, 7 d'octubre de 1973 a Niigata, Japó) és una cantant japonesa. És coneguda per haver interpretat i escrit cançons per a diverses sèries d'animes, com Prétear, Blau (Ai Yori Aoshi), la sèrie de televisió Ah! My Goddess i Strike Witches, així com per haver cantat per les sèries Para-Para Max CD.
Actualment treballa pel segell Solid Vox. Anteriorment havia treballa per Hyper Voice Managements.
Ishida va entrar a la indústria de l'entreteniment després de guanyar un concurs per convertir-se en cantant de cançons d'anime el 1990. Va debutar el 1993 amb la cançó "Otome no Policy" ("Maiden's Policy"), el tema final de l'anime Sailor Moon R. Aleshores el seu nom va ser escrit com a 石田よう子, però el va canviar a l'ortografia actual (石田燿子) després de registrar-se amb el segell discogràfic Pioneer LDC (ara Geneon Universal Entertainment). Des de llavors, ha tornat al seu segell original, Nippon Columbia. A part de les cançons d'anime, també ha cantat cançons infantils.
Es va casar el 2008 i va donar a llum al seu primer fill l'any següent.

## Discografia

### Singles
- 21-03-1993: "Otome no Policy": tema final de la sèrie televisiva d'anime Sailor Moon R
- 01-08-1994: "Yasashisa no Tamatebako"
- 21-06-1995: "Choppiri Chef Kibun"
- 01-11-1995: "Zukkoke Paradise"
- 24-10-2001: "Sugar Baby Love": tema d'obertura de la sèrie de televisió d'anime A Little Snow Fairy Sugar
- 24-04-2002: "Towa no Hana" - tema d'obertura de la sèrie de televisió d'anime Ai Yori Aoshi
- 07-11-2002: "Ienai Kara" - tema final de la sèrie de televisió d'anime Petite Princess Yucie

(la cançó és la cara B del senzill "Egao no Tensai" de Puchi Puris)
- 26-02-2003: "Shinjitsu no Tobira" - tema d'obertura de la sèrie televisiva d'anime Gunparade March ~aratanaru kougunka~
- 29-10-2003: "Takaramono" - tema d'obertura de la sèrie televisiva d'anime Ai yori Aoshi ~enishi~
- 28-04-2004: "Natsuiro no Kakera" - tema final de la sèrie de televisió d'anime This Ugly Yet Beautiful World

(la cançó és la cara B del senzill metamorfosi de Yoko Takahashi)
- 26-01-2005: "OPEN YOUR MIND ~chiisana hane hirogete~ - tema principal per a Ah! Sèrie de televisió d'anime My Goddess
- 08-02-2006: "Aka no Seijaku" — 2n tema final de la sèrie de televisió d'anime Shakugan no Shana
- 26-04-2006: "Shiawase no Iro" - tema principal per a Ah! My Goddess: Everyone Has Wings sèrie de televisió d'anime (publicada a Amèrica del Nord com a Ah! My Goddess: Flights of Fancy )
- 20-08-2008: "STRIKE WITCHES ~Watashi ni Dekiru Koto~" - tema d'obertura de la sèrie de televisió d'anime Strike Witches
- 17-03-2010: "ala privada": tema d'obertura de Strike Witches: Soukuu no Dengekisen - Joc Shintaichou Funtou suru DS i Strike Witches: Anata to Dekiru Koto - A Little Peaceful Days PS2
- 04-08-2010: "STRIKE WITCHES 2 ~Egao no Mahou~" - tema d'obertura de la sèrie de televisió d'anime Strike Witches 2
- 20-09-2014: "Connect Link": tema d'obertura del primer episodi de la sèrie OVA de Strike Witches: Operation Victory Arrow, St. Trond's Thunder
- 26-11-2014: "COLORFUL BOX" - tema d'obertura de la sèrie de televisió d'anime Shirobako
- 05-10-2016: "BRUIXES VALENTS ~Ashita no Tsubatsa~" - tema d'obertura de la sèrie de televisió d'anime Brave Witches

### Àlbums
- 26-02-2003: dolços[4]
- 25-08-2004: Hyper Yocomix
- 09-03-2005: tot jo
- 25-08-2006: Hyper Yocomix 2
- 21-09-2007: Col·lecció Única
- 25-06-2008: Hyper Yocomix 3
- 08-12-2010: Un altre cel
- 2015-12-02: Rainbow Wonderland